# Ardisia brenesii
Ardisia brenesii är en viveväxtart som beskrevs av Paul Carpenter Standley. Ardisia brenesii ingår i släktet Ardisia och familjen viveväxter. Inga underarter finns listade i Catalogue of Life.